# زلزال نابلس 1927

آثار زلزال نابلس 1927

آثار زلزال نابلس 1927

زلزال نابلس 1927 هو زلزال كبير ضرب منطقة نابلس يوم الإثنين 11 تموز 1927 عند الساعة 15:07 عصرا وقد كانت مدة الزلزال 90 ثانية.
بلغت شدة الزلزال 6.2 درجة على مقياس ريختر وتم تحديد مركزه لاحقاً قرب جسر دامية على نهر الأردن على بعد حوالي 25 كيلومتراً شرق مدينة نابلس وقد شعر به سكان سورية ولبنان والقاهرة.
تسبب الزلزال في فلسطين بمقتل 192 شخصا، وإصابة 923 شخصا، وفي شرق الأردن أسفر عن مقتل 68 شخصا وإصابة 103 أشخاص.
يعتبر زلزال نابلس متوسط الشدة بالنسبة للزلازل المدمرة التي مرّت على فلسطين، وهذا الزلزال يؤرخ فيه في مدينة نابلس.

## الخسائر
سبب هذا الزلزال دمارا كبيرا لدفي مناطق عديدة في فلسطين، ومنها:
1. مدينة نابلس: هدم حوالي 600 منزل، وقتل 303 أشخاص، و350 جريح، ومن الأماكن التي تضررت جامع النصر التاريخي وقسم من الجامع الصلاحي الكبير.

1. مدينة القدس: كان عدد القتلى أكثر من 130 شخصا، و 450 جريح، ومن الأماكن التي تضررت مبنى في جبل الزيتون، ووقعت أضرار كبيرة في المسجد الأقصى وكنيسة القيامة. سبب الزلزال أيضا تصدعا في قصر أوغستا فكتوريا الذي كان مقرا للمندوب السامي في المدينة.

1. في سائر فلسطين: حدث بمناطق عديدة هدم مباني، وسقط قتلى وجرحى، ومن هذه المدن: قلنسوة واللد والرملة ورام الله وصفد وطبريا وبيسان وأريحا والرينة ويافا وأبو ديس.[2]

## معرض صور

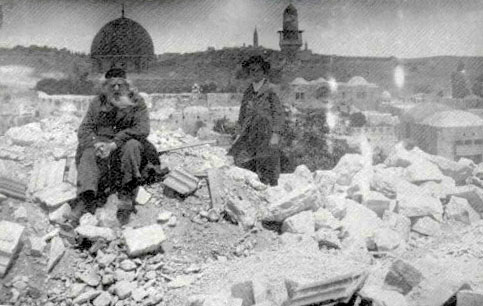
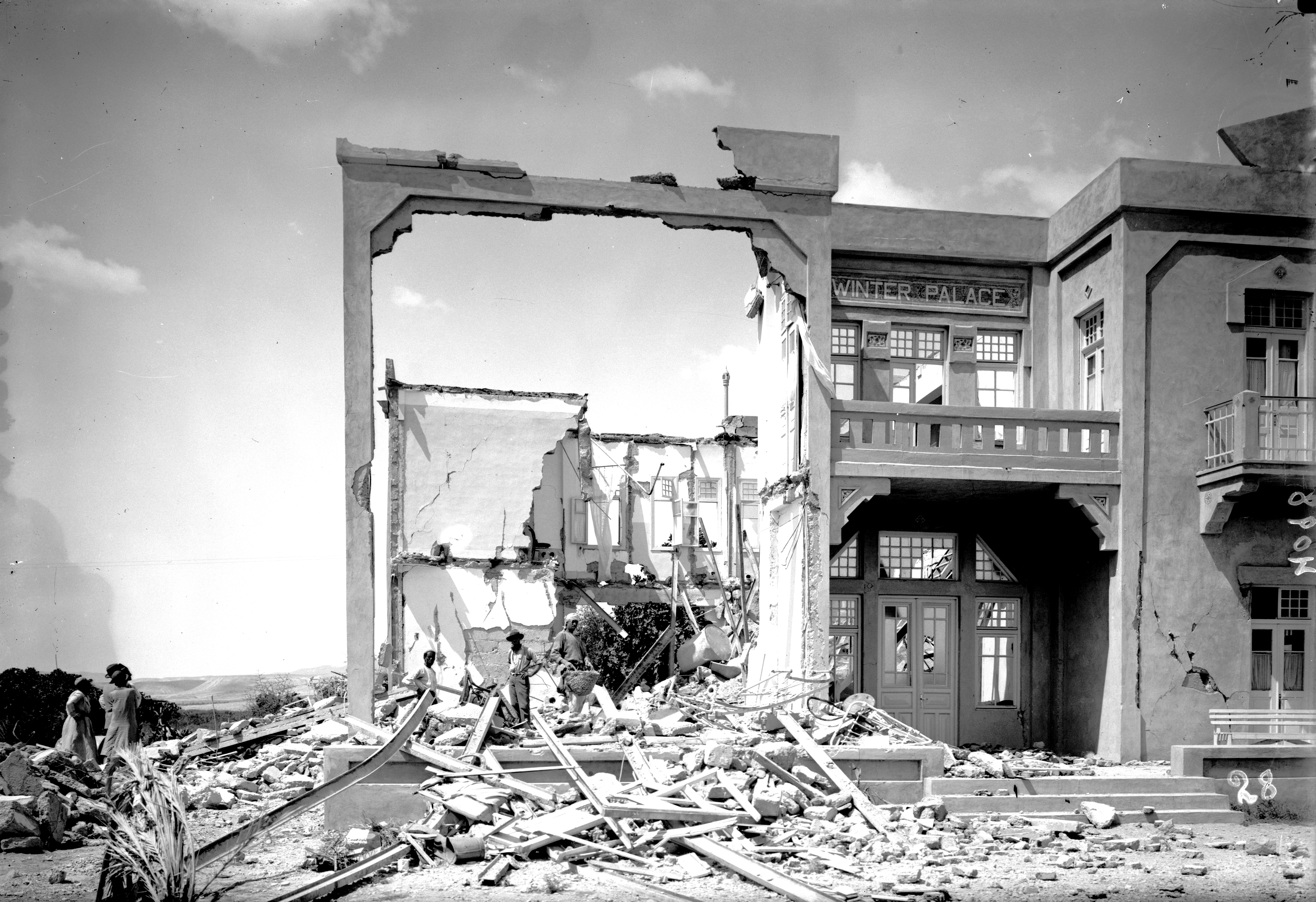
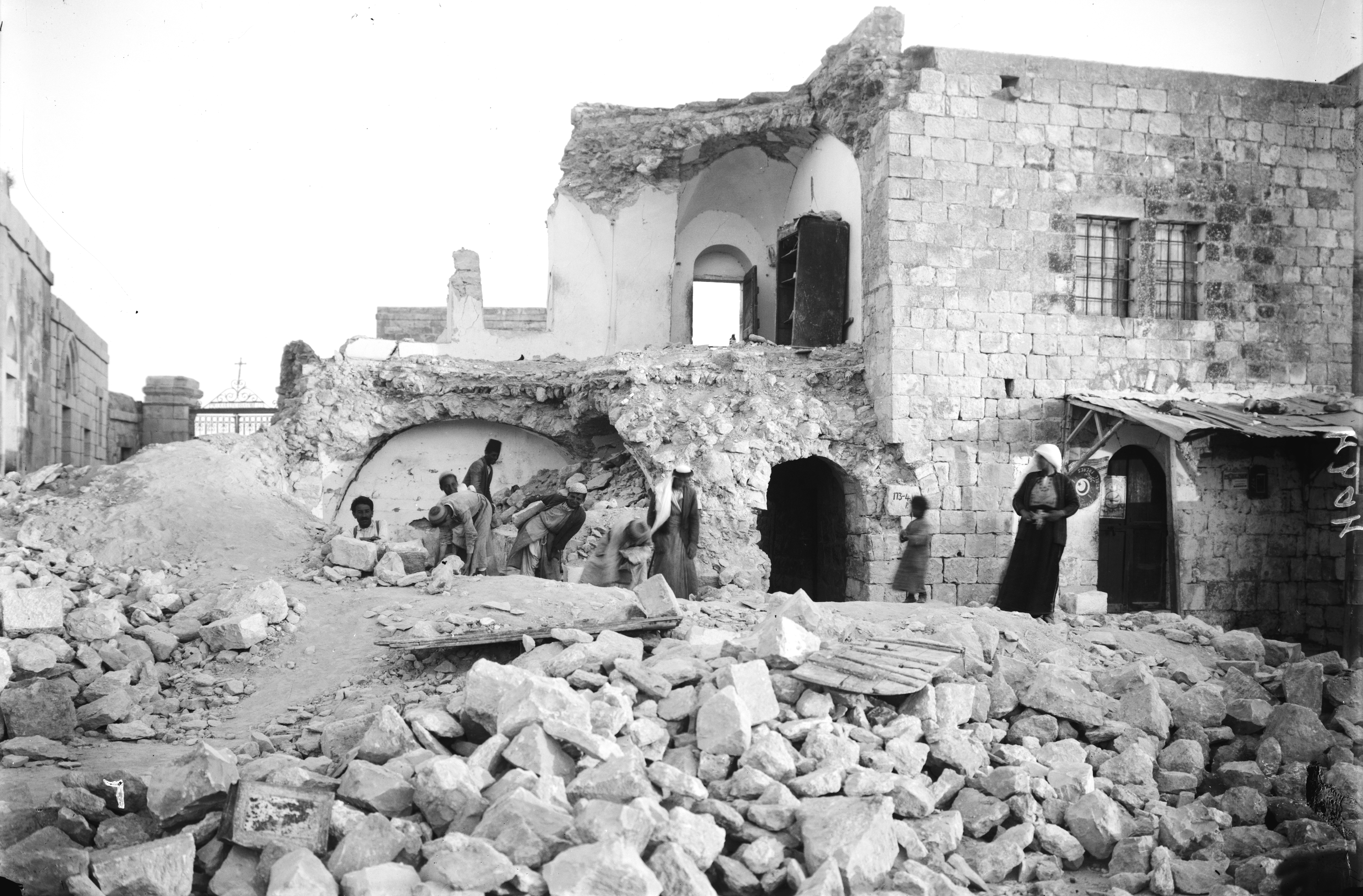